# Jake Busey
William Jacob Busey (Los Angeles, 1971. június 15. –) amerikai színész, Gary Busey fia.
Szerepelt a Törjön ki a frász! (1996), a Csillagközi invázió (1997), a Vad kanok (2001) és a Predator – A ragadozó (2018) című filmekben.
2014–2016 között az Alkonyattól pirkadatig televíziós sorozatban Aiden Tanner professzort alakította. 2019-ben a Stranger Things 3. évadjának visszatérő szereplője volt.

## Filmográfia

### Film
| Év   | Magyar cím                     | Eredeti cím                                 | Szerep                       | Magyar hang          |
| ---- | ------------------------------ | ------------------------------------------- | ---------------------------- | -------------------- |
| 1978 | Próbaidő                       | Straight Time                               | Henry Darin                  |                      |
| 1982 | Barbarosa                      | Barbarosa                                   | szakácsfiú                   |                      |
| 1989 | Egy házban az ellenséggel      | Hider in the House                          | tizenéves Tom Sykes (hangja) |                      |
| 1993 |                                | Shimmer                                     | Richard Halverson            |                      |
| 1994 |                                | Foot Shooting Party (rövidfilm)             | Tree                         |                      |
| 1994 | Mi a f... van                  | S.F.W.                                      | Morrow Streeter              | Bor Zoltán           |
| 1994 | A nagy buli                    | The Stoned Age                              | Jimmy Muldoon                | Földi Tamás          |
| 1994 | Vakvilág egyetem               | PCU                                         | Mersh                        | Seszták Szabolcs     |
| 1994 | Bármit megteszek               | I'll Do Anything                            | Burke kirúgott sofőrje       |                      |
| 1994 | Mint a szél                    | Windrunner                                  | Dave Promisco                | Galambos Péter       |
| 1996 | Törjön ki a frász!             | The Frighteners                             | Johnny Charles Bartlett      | Dózsa Zoltán         |
| 1996 | Twister                        | Twister                                     | mobillabor technikus         |                      |
| 1997 | Kapcsolat                      | Contact                                     | Joseph                       |                      |
| 1997 | Hollywoodi hétköznapok         | Quiet Days in Hollywood                     | Curt                         |                      |
| 1997 | Csillagközi invázió            | Starship Troopers                           | "Ace" Levy közlegény         | Alföldi Róbert       |
| 1998 | A közellenség                  | Enemy of the State                          | Krug NSA-ügynök              | Barát Attila         |
| 1998 | Ennivaló a csaj                | Home Fries                                  | Angus                        | Forgács Péter        |
| 1999 | Botcsinálta túsz               | Held Up                                     | Beaumont                     | Csík Csaba Krisztián |
| 1999 | Őrült tempóban                 | Tail Lights Fade                            | Bruce                        |                      |
| 2001 | Vad kanok                      | Tomcats                                     | Kyle Brenner                 | Király Attila        |
| 2001 | Vad kanok                      | Tomcats                                     | Kyle Brenner                 | Varga Rókus          |
| 2002 | Virtuális vagyonszerzők        | The First $20 Million Is Always the Hardest | Darrell                      | Király Attila        |
| 2003 | Azonosság                      | Identity                                    | Robert Maine                 | Barabás Kiss Zoltán  |
| 2003 | Tévúton                        | Lost Junction                               | Matt                         |                      |
| 2003 | Az országút fantomja 2.        | The Hitcher II: I've Been Waiting           | Jack                         |                      |
| 2004 | Kelekótya karácsony            | Christmas with the Kranks                   | Treen rendőr                 | Szatmári Attila      |
| 2005 | Világok harca – Az invázió     | H. G. Wells' War of the Worlds              | Samuelson hadnagy            |                      |
| 2005 | Az esőcsináló                  | The Rain Makers                             | Shaw                         | Bognár Tamás         |
| 2006 | Országúti diszkó 2.            | Road House 2                                | Bill "Wild Bill" Decarie     |                      |
| 2006 | Csuklónyiszálók                | Wristcutters: A Love Story                  | Brian                        |                      |
| 2006 | Elveszett remény               | Broken                                      | Vince                        | Hujber Ferenc        |
| 2006 | Elveszett remény               | Broken                                      | Vince                        | Fekete Zoltán        |
| 2008 |                                | Time Bomb                                   | Jason Philby                 |                      |
| 2010 | Döglesztő palack               | The Killing Jar                             | Greene                       | Dózsa Zoltán         |
| 2011 | A Kereszt – Ha eljön a vég     | Cross                                       | "Backfire"                   | Zöld Csaba           |
| 2012 | Utazás a nácik központja felé  | Nazis at the Center of the Earth            | Adrian Reistad               | Lux Ádám             |
| 2012 | Gazdátlanul Mexikóban 3.       | Beverly Hills Chihuahua 3: Viva la Fiesta!  | Oscar (hangja)               |                      |
| 2013 |                                | Don't Pass Me By                            | Fred Norwick                 |                      |
| 2013 |                                | Girl Meets Boy                              | Richard                      |                      |
| 2013 |                                | Sparks                                      | "Sledge"                     |                      |
| 2014 | Rossz vér                      | Wicked Blood                                | Bobby Stinson                | Király Attila        |
| 2014 |                                | Reaper                                      | Bill                         |                      |
| 2015 |                                | Most Likely to Die                          | Tarkin                       |                      |
| 2016 |                                | Last Man Club                               | Jim "Diamond Jim"            |                      |
| 2016 |                                | Deserted                                    | Clay                         |                      |
| 2017 | Mutáns mutánsok támadása       | Dead Ant                                    | Merrick                      | Dózsa Zoltán         |
| 2017 |                                | Dead Again in Tombstone                     | Jackson Boomer ezredes       |                      |
| 2018 | Predator – A ragadozó          | The Predator                                | Sean Keyes                   | Dózsa Zoltán         |
| 2018 | A fiú, akit Vitorlásnak hívnak | A Boy Called Sailboat                       | Mr. Bing                     |                      |
| 2019 |                                | Ghost in the Graveyard                      | Charlie Sullivan             |                      |
| 2019 | Dally és Spanky kalandjai      | Adventures of Dally & Spanky                | Aaron                        |                      |
| 2020 |                                | A Soldier's Revenge                         | McCalister kapitány          |                      |

### Televízió
| Év        | Magyar cím                   | Eredeti cím                     | Szerep                          | Megjegyzések                              |
| --------- | ---------------------------- | ------------------------------- | ------------------------------- | ----------------------------------------- |
| 1992      |                              | Cruel Doubt                     | diák                            | minisorozat (2 epizód)                    |
| 1994      |                              | Motorcycle Gang                 | Jake                            | tévéfilm                                  |
| 1994      | Mesék a kriptából            | Tales from the Crypt            | Frank                           | 1 epizód                                  |
| 1998      | Az ördög útja (Pokoljárás)   | Black Cat Run                   | Norm Babbitt seriffhelyettes    | - tévéfilm - magyar hangja: - Bozsó Péter |
| 1999–2000 | Nyerő Hármas                 | Shasta McNasty                  | Dennis                          | főszereplő (22 epizód)                    |
| 2001      |                              | Jeremiah                        | Jake Davenport                  | 1 epizód                                  |
| 2002      |                              | The Twilight Zone               | Vincent Hansen                  | 1 epizód                                  |
| 2004      | Bűbájos boszorkák            | Charmed                         | Nigel                           | 1 epizód                                  |
| 2005      | Szex, hazugság, szerelem     | Sex, Love & Secrets             | Ray Foley                       | 6 epizód                                  |
| 2005      |                              | Code Breakers                   | Straub                          | tévéfilm                                  |
| 2009      | A mentalista                 | The Mentalist                   | Vern Nichols                    | 1 epizód                                  |
| 2011      | CSI: New York-i helyszínelők | CSI: NY                         | Randy Davis                     | 1 epizód                                  |
| 2011      | A főnök                      | The Closer                      | Eric Shaw                       | 1 epizód                                  |
| 2011      |                              | Good Vibes                      | Turk (hangja)                   | 12 epizód                                 |
| 2012      | Csont nélkül                 | The Finder                      | Bobby                           | 1 epizód                                  |
| 2013      | Psych – Dilis detektívek     | Psych                           | FBI-ügynök                      | 1 epizód                                  |
| 2014–2016 | Alkonyattól pirkadatig       | From Dusk Till Dawn: The Series | "Sex Machine" Tanner professzor | 26 epizód                                 |
| 2015      | A törvény embere             | Justified                       | Lewis "The Wiz" Mago            | 1 epizód                                  |
| 2015      | Texas felemelkedése          | Texas Rising                    | Samuel Wallace                  | minisorozat (2 epizód)                    |
| 2017      |                              | Day 5                           | Carl                            | 2 epizód                                  |
| 2017      | Ray Donovan                  | Ray Donovan                     | Acid Man                        | 3 epizód                                  |
| 2017      | Hátborzongató                | Freakish                        | Earl                            | 5 epizód                                  |
| 2018      | A S.H.I.E.L.D. ügynökei      | Agents of S.H.I.E.L.D.          | Tony Caine                      | 2 epizód                                  |
| 2018      | NCIS                         | NCIS                            | Whit Dexter                     | 1 epizód                                  |
| 2019      | Stranger Things              | Stranger Things                 | Bruce Lowe                      | 5 epizód                                  |
| 2019      | Los Angeles legjobbjai       | L.A.'s Finest                   | Bishop Duvall                   | 5 epizód                                  |
| 2019      | Mr. Robot                    | Mr. Robot                       | Freddy Lomax                    | 1 epizód                                  |
| 2019      | Mocsárlény: A sorozat        | Swamp Thing                     | Shaw                            | 1 epizód                                  |
| 2022      |                              | The Rookie: Feds                | Rusty Filmore                   | 1 epizód                                  |

## Fordítás
- Ez a szócikk részben vagy egészben  a   Jake Busey című angol Wikipédia-szócikk ezen változatának fordításán alapul.  Az eredeti cikk szerkesztőit annak laptörténete sorolja fel. Ez a jelzés csupán a megfogalmazás eredetét és a szerzői jogokat jelzi, nem szolgál a cikkben szereplő információk forrásmegjelöléseként.